# 14558 Wangganchang
14558 Wangganchang este un asteroid din centura principală de asteroizi.

## Descriere
14558 Wangganchang este un asteroid din centura principală de asteroizi. A fost descoperit pe 19 noiembrie 1997 la Xinglong în cadrul programului Beijing Schmidt CCD Asteroid Program. Asteroidul prezintă o orbită caracterizată de o semiaxă mare de 3,00 ua, o excentricitate de 0,11 și o înclinație de 9,9° în raport cu ecliptica.